# Илия Златанов
Илия (Ильо) Стойчев Златанов е български революционер, деец на Вътрешната македонска революционна организация.

## Биография
Златанов е роден в кочанското село Дулица, през 1895 година. Негов брат е терористът и войвода на ВМРО Харалампи Златанов. Влиза във ВМРО и през 1924 година е в четата на Панчо Михайлов. На 12 юли 1924 година четата влиза в сражение със сръбска потеря край Калиманци, при което загива заедно с Мите Церски, Мишо Наутлиев, Стоил Бичаклиев от Щип и Михаил Недялков, син на българския генерал Христо Недялков.